# Rosarium Uetersen
La Rosaleda de Uetersen en alemán: Rosarium Uetersen o más formalmente conocido como Europa-Rosarium der Stadt Sangerhausen, es una Rosaleda de unas 12,5 hectáreas de extensión, que se encuentra en Uetersen, Alemania.

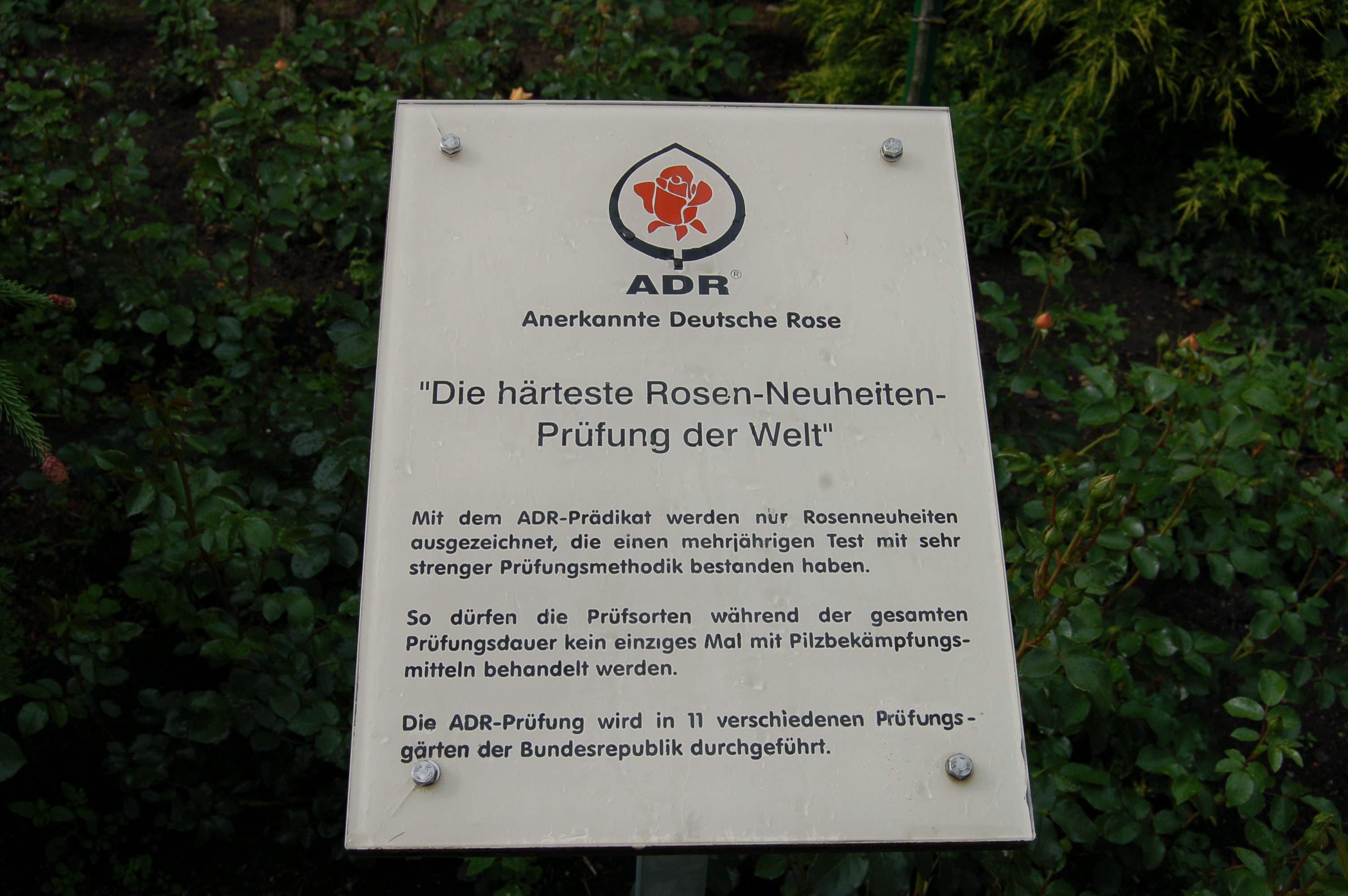
Panel informativo del rosarium Uetersen.

## Localización
Rosarium Uetersen, D-06526 Uetersen, Sleswig-Holsteen-Schleswig-Holstein, Deutschland-Alemania.
Planos y vistas satelitales.53°41′02″N 9°40′11″E / 53.68389, 9.66972
Está abierto a diario al acceso público. Se pueden comprar esquejes de rosas en el recinto.

## Historia

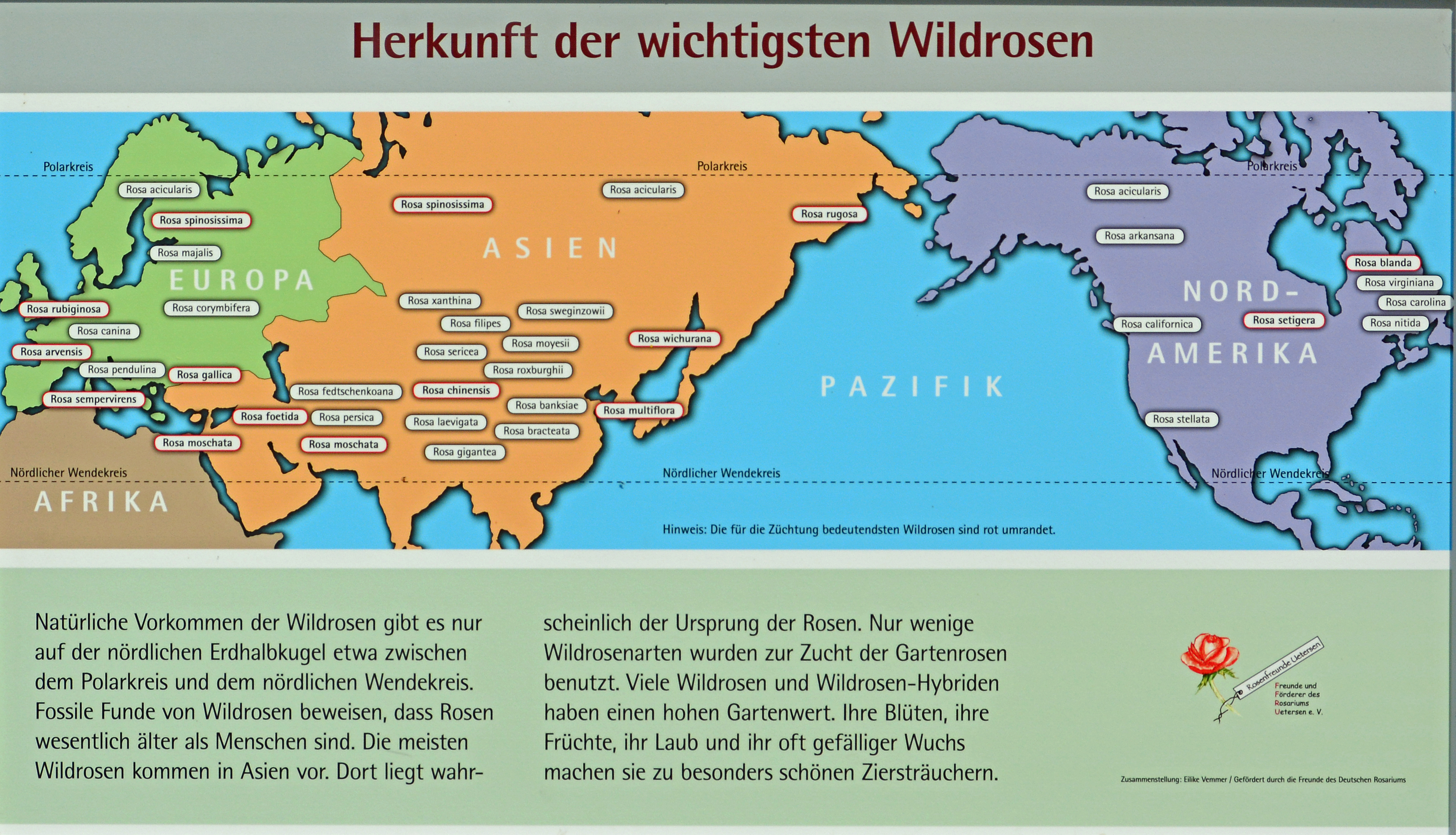
Panel informativo de la procedencia de las rosas silvestres.

Esta rosaleda es el jardín más antiguo y más grande dedicado a las rosas en el norte de Alemania. 
Fundada en 1929 y diseñado originalmente por el arquitecto del paisaje Berthold Thormählen, con las directrices de Mathias Tantau y Wilhelm Kordes.

## Colecciones
La rosaleda en la actualidad alberga a más de 35.000 rosas y 1020 diversas variedades de rosa que se presentan en todas las gradaciones de tonos de color y aroma.
El Europa Rosarium alberga:
- Unas 1020 entre especies silvestres y cultivares
- Especies de rosas silvestres
- Especies cultivares de rosas
- Plantas de rosas unos 35.000 pies.
- Más de 40 Clases de rosas

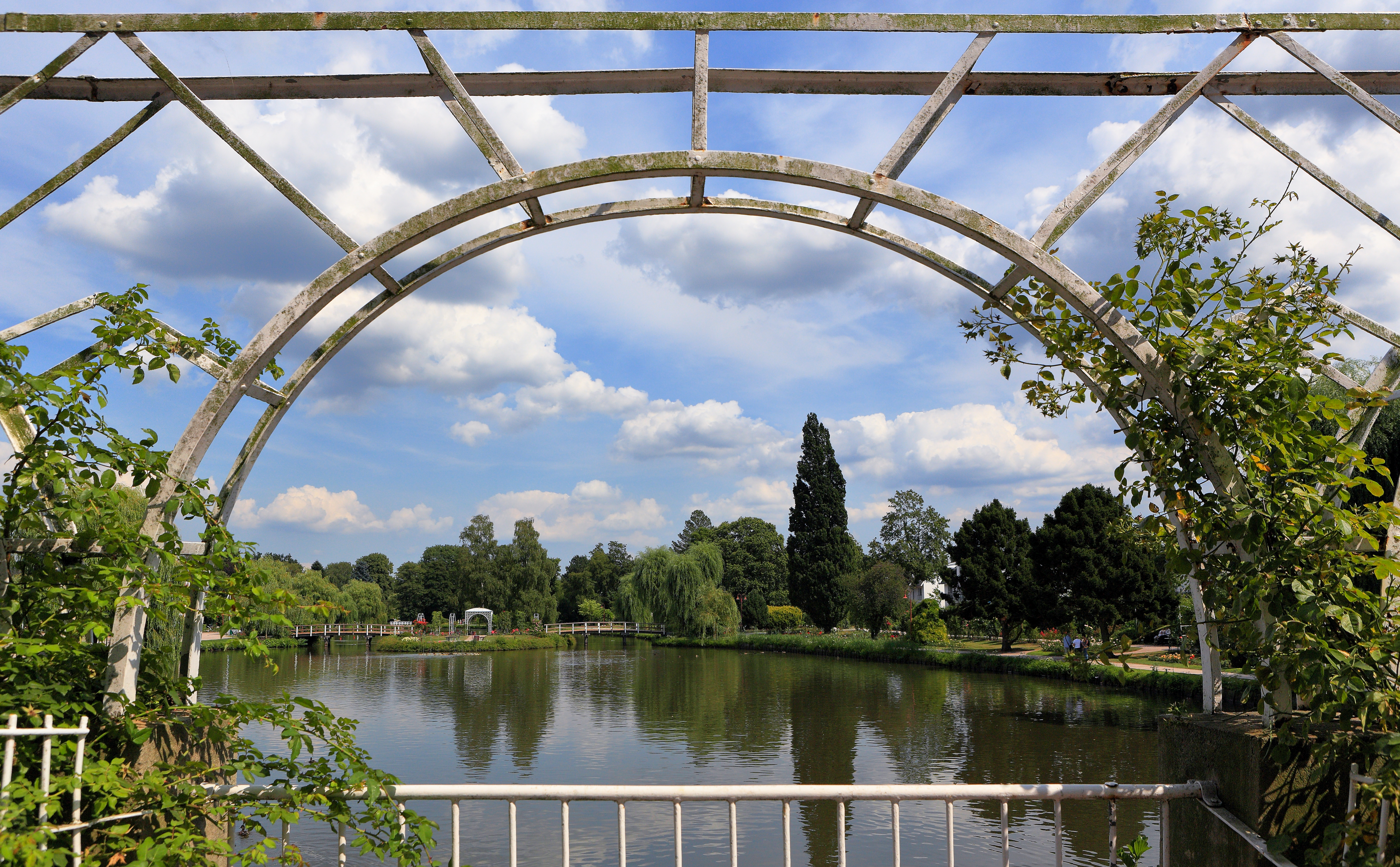
Vista de la Uetersen Rosarium
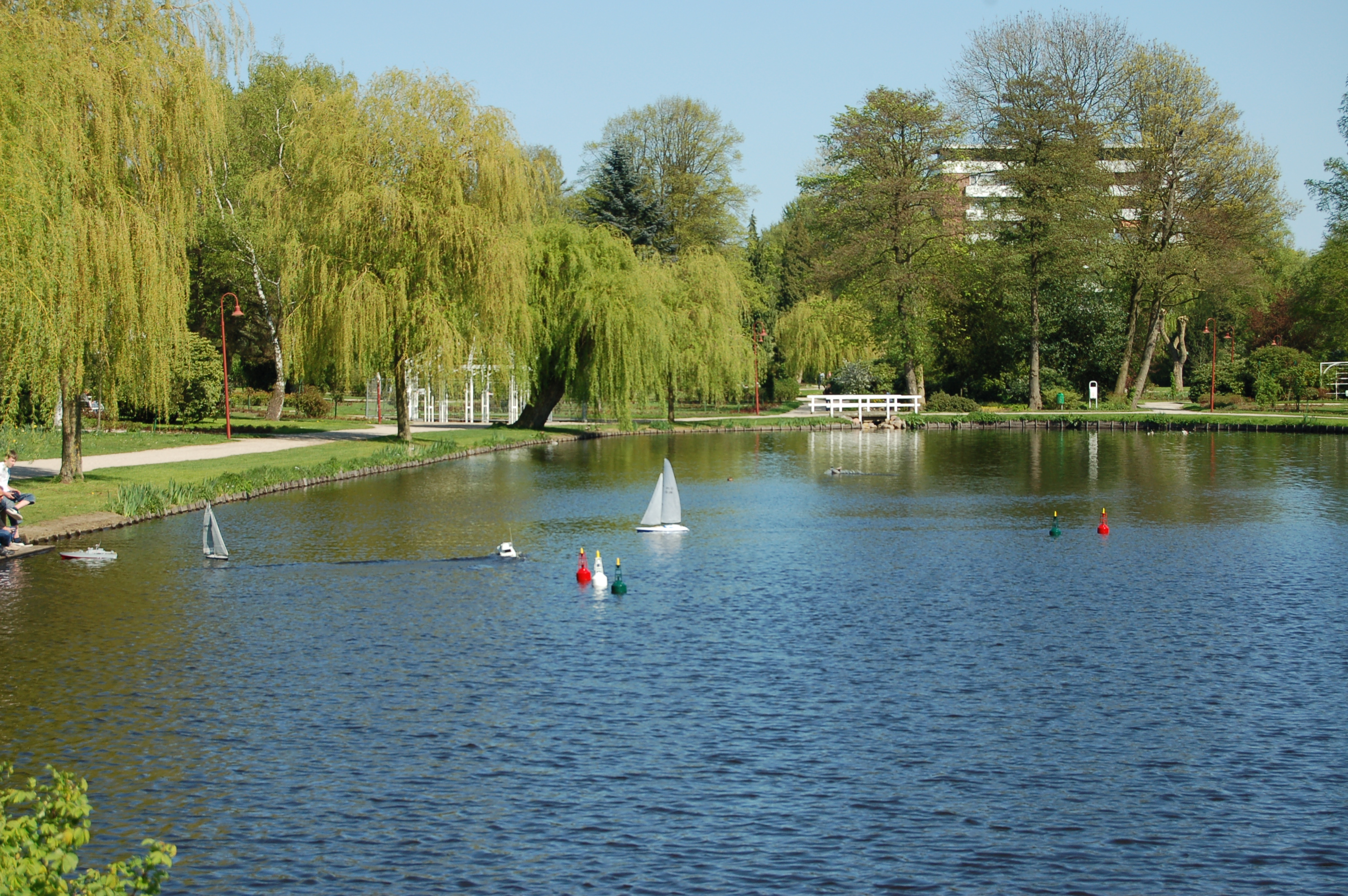
Gran charca de la rosaleda donde se hacen juegos de agua y luces.
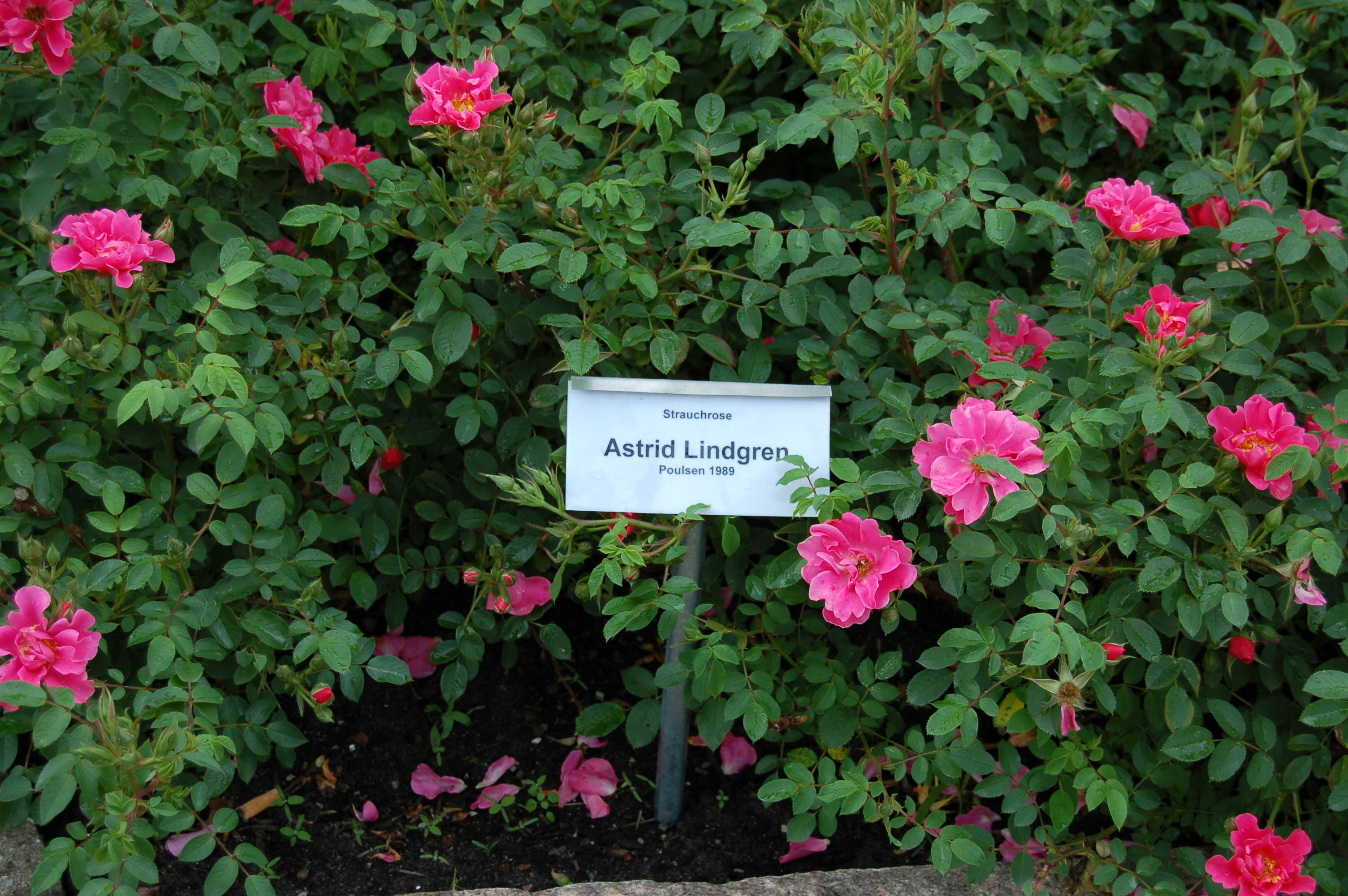
Rosa 'Astrid Lindgren'.
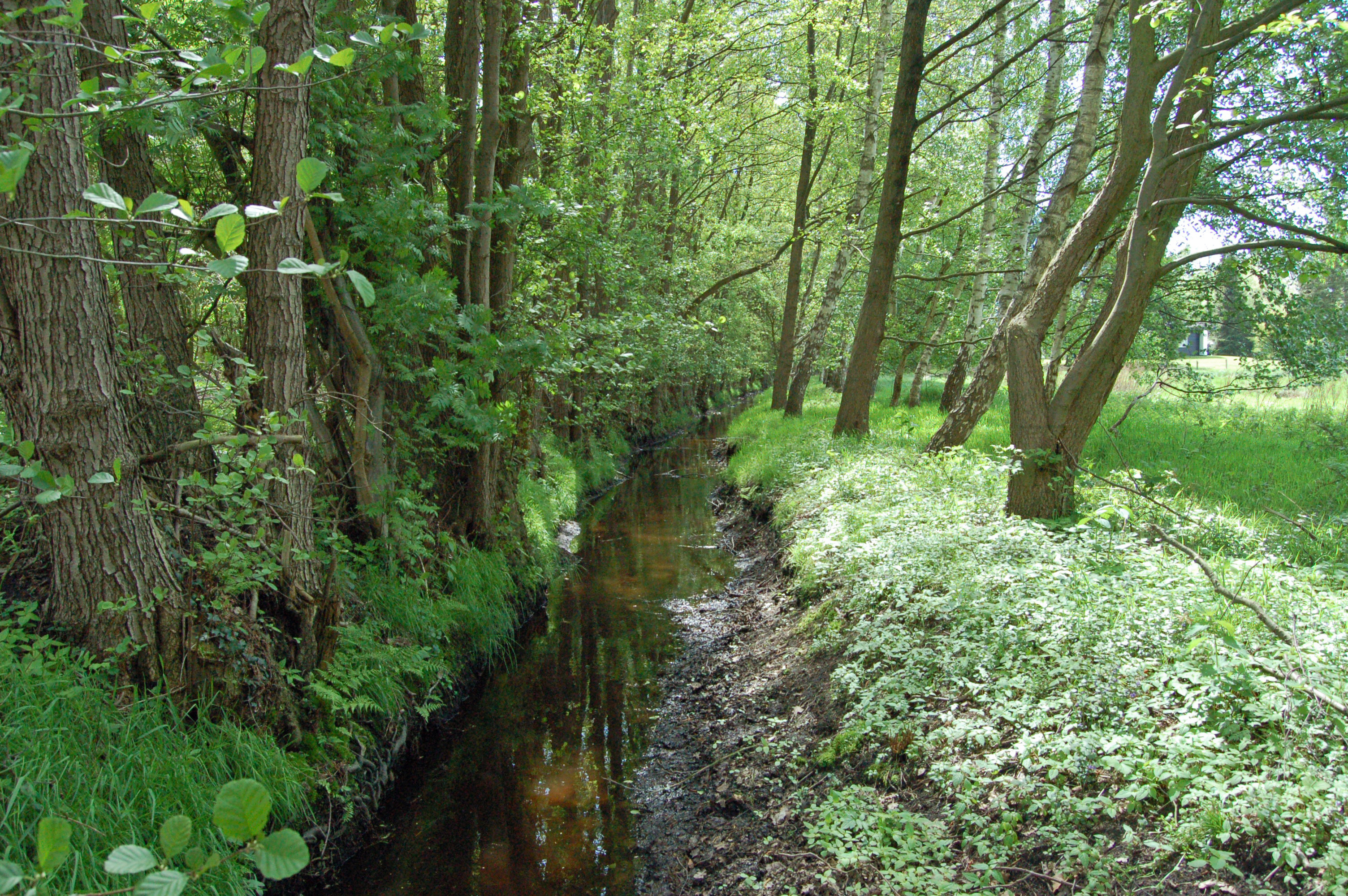
El arroyo "Heidgraben".
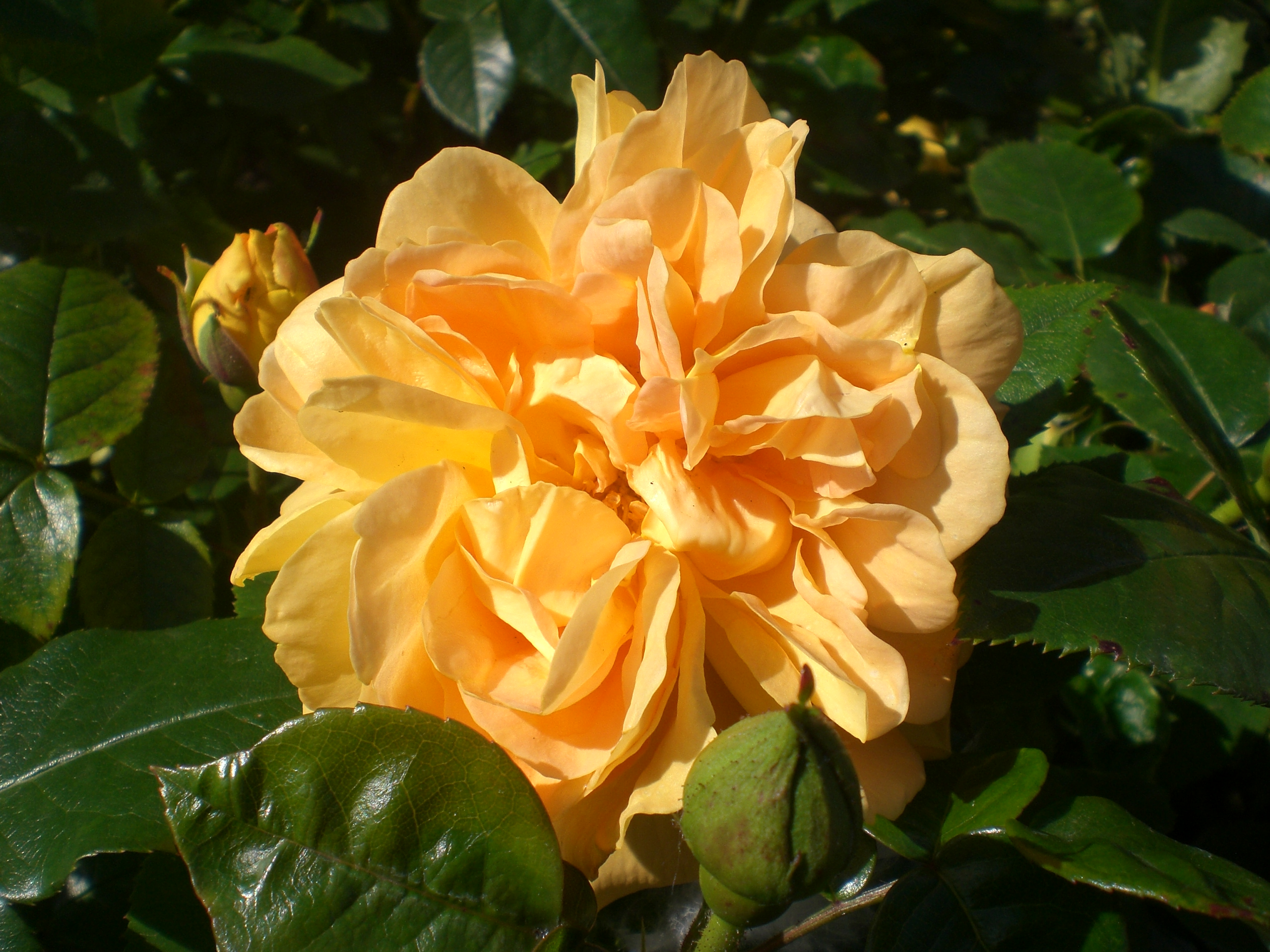
Rosa 'Bernstein'
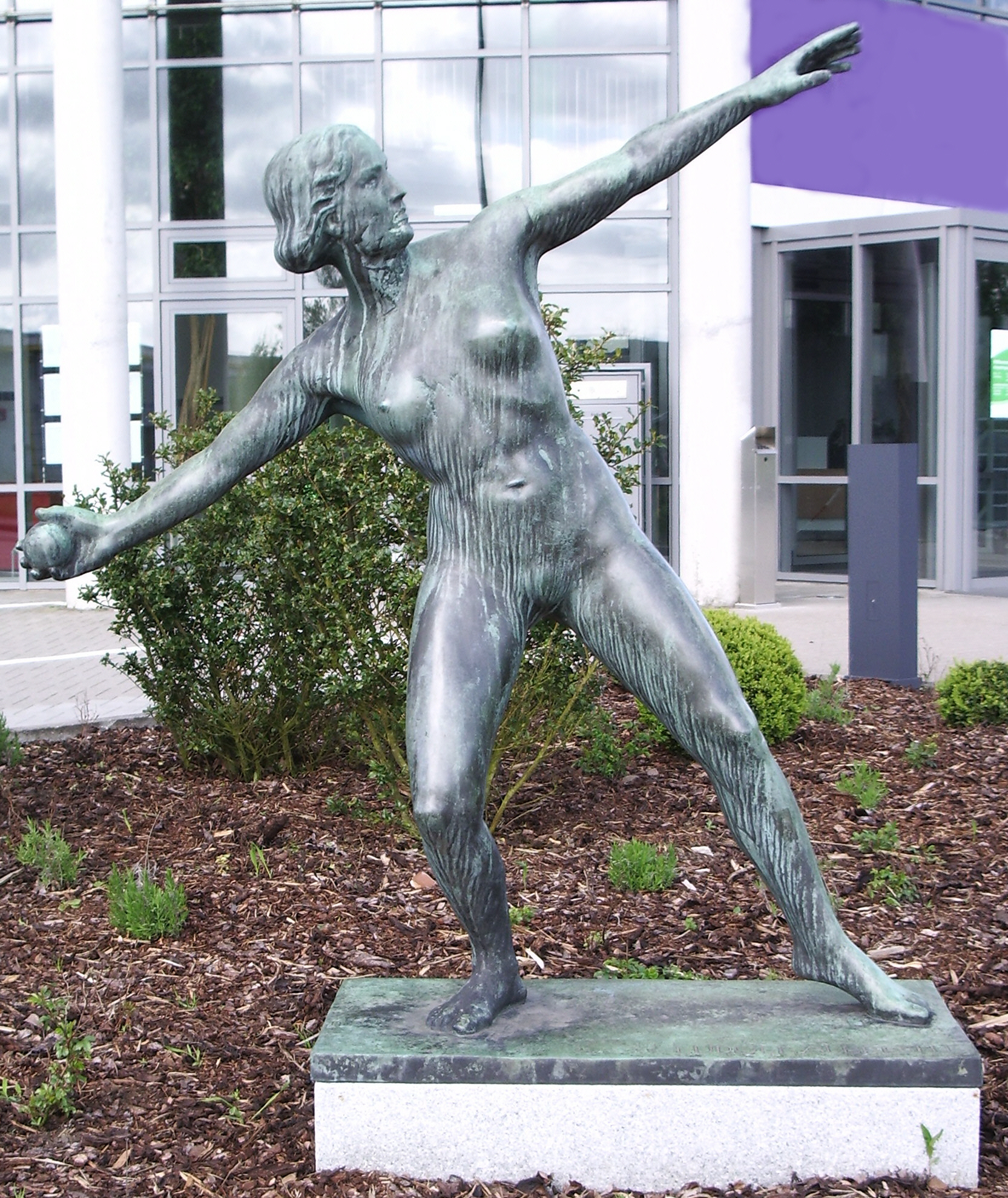
La lanzadora de pesos "Die Ballwerferin" obra de Ludolf Albrecht 1938.
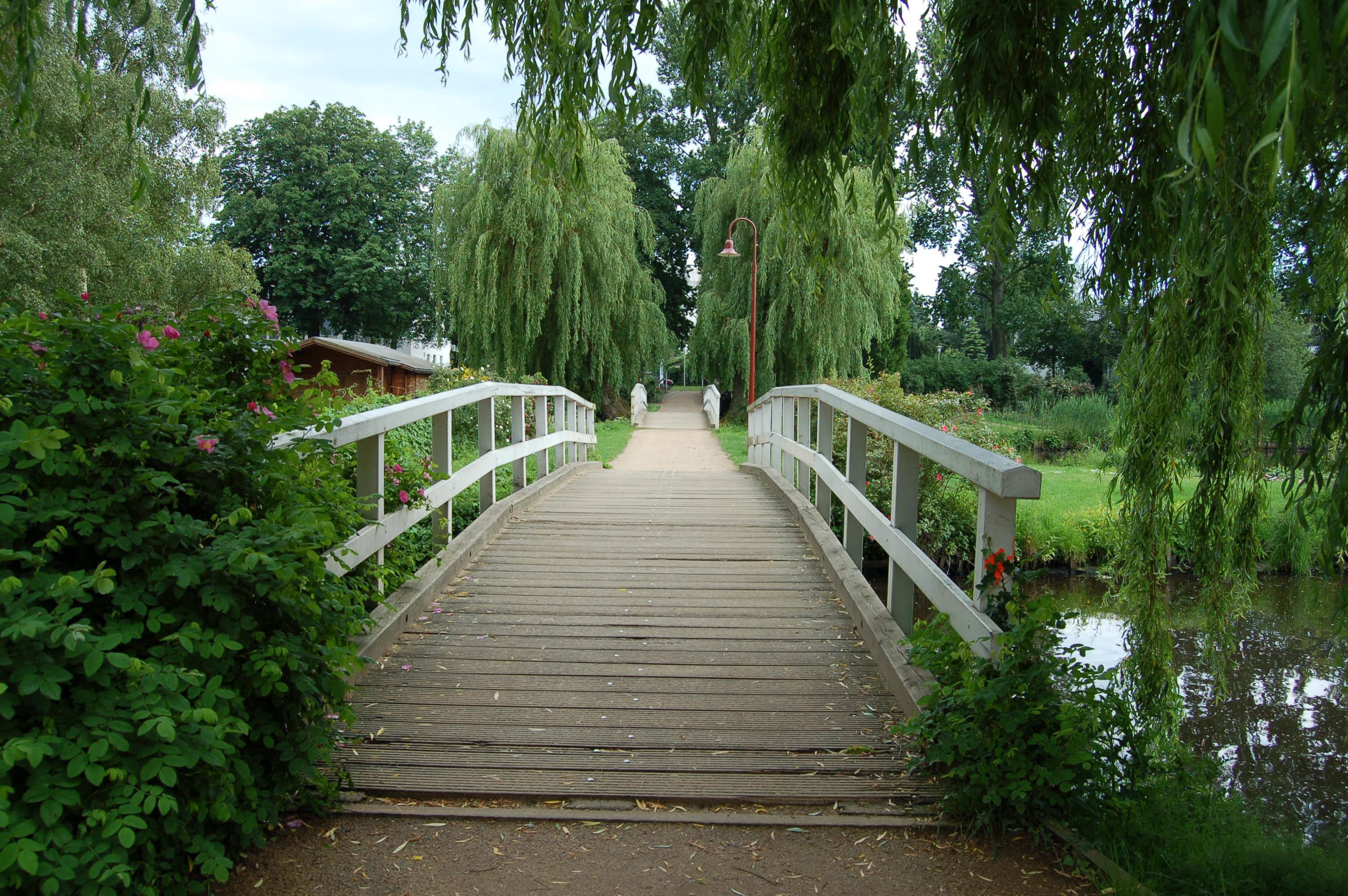
El puente de la rosaleda a Uetersen.
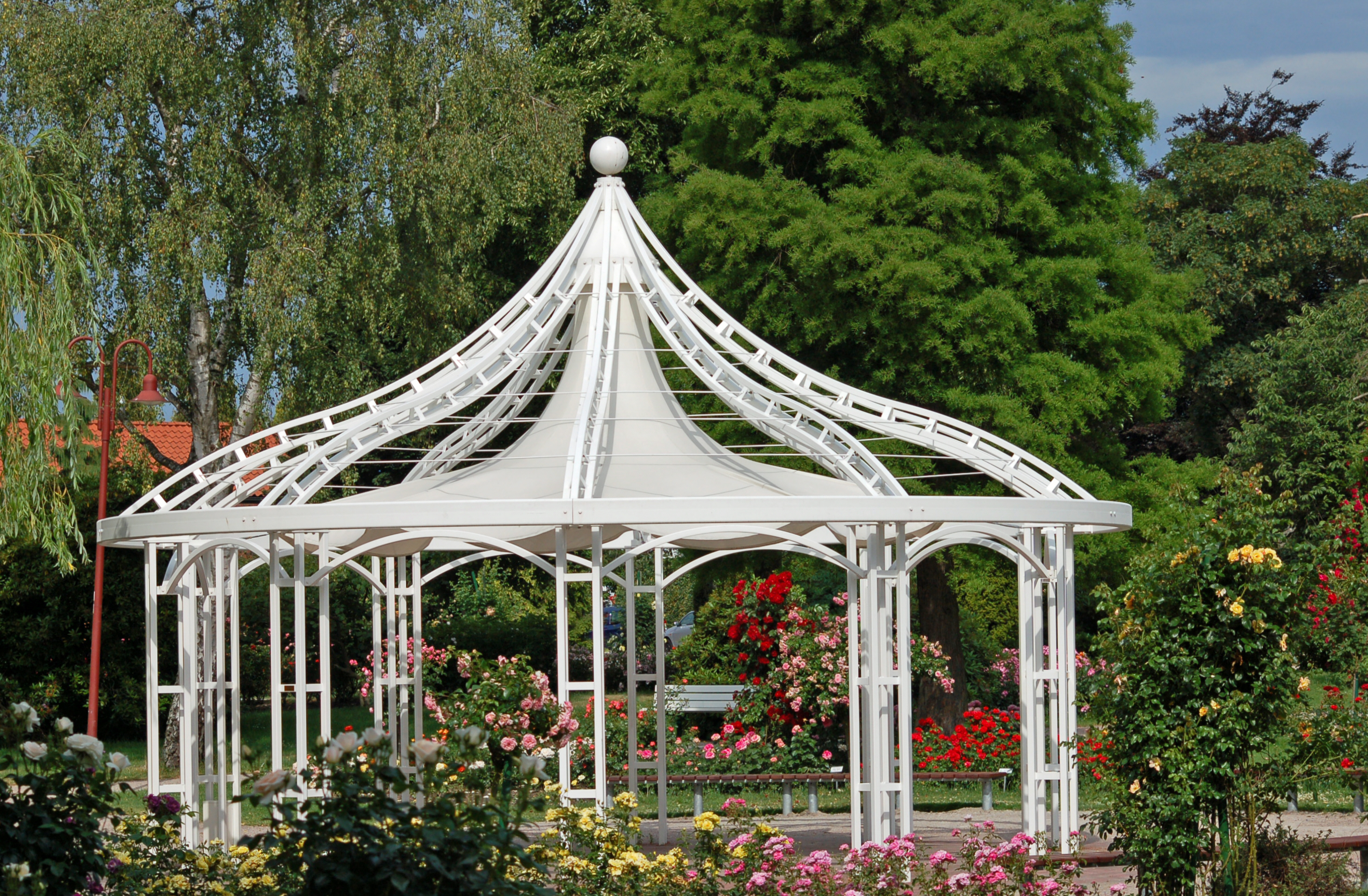
Pérgola con rosas enredaderas.